# Lomma
Lomma er et byområde og hovedby i Lomma Kommune, Skåne Län, Sverige, nord for Malmø. Lomma har 13.699(2023) indbyggere. Höje å munder her ud i Øresund.